# Леки крайцери тип „Омаха“
Омаха (на английски: Omaha) са тип леки крайцери на ВМС на САЩ от времето на Втората световна война. Всичко от проекта за флота са построени 10 единици: „Омаха“ (на английски: USS Omaha (CL-4)), „Милуоки“ (на английски: USS Milwaukee (CL-5)), „Синсинати“ (на английски: USS Cincinnati (CL-6)), „Рейли“ (на английски: USS Raleigh (CL-7)), „Детройт“ (на английски: USS Detroit (CL-8)), „Ричмънд“ (на английски: USS Richmond (CL-9)), „Конкорд“ (на английски: USS Concord (CL-10)), „Трентън“ (на английски: USS Trenton (CL-11)), „Марбълхед“ (на английски: USS Marblehead (CL-12)) и „Мемфис“ (на английски: USS Memphis (CL-13)).
Първите пълниценни леки крайцери на САЩ.

## Конструкция
За първи път в американската практика силовата установка е разположена ешелонно – МО се намира между носовата и кърмовата група КО.

## Служба
„Омаха“ – заложен на 6 декември 1918 г., спуснат на 14 декември 1920 г., влиза в строй на 24 февруари 1923 г.
„Милуоки“ – заложен на 13 декември 1918 г., спуснат на 24 март 1921 г., влиза в строй на 20 юни 1923 г., от 20 април 1944 г. в състава на Северния флот на ВМФ на СССР с името „Мурманск“
„Цинцинати“ – заложен на 15 май 1920 г., спуснат на 23 май 1921 г., влиза в строй на 1 януари 1924 г.
„Рейли“ – заложен на 16 август 1920 г., спуснат на 25 октомври 1922 г., влиза в строй на 6 февруари 1924 г.
„Детройт“ – заложен на 10 ноември 1920 г., спуснат на 20 юни 1922 г., влиза в строй на 31 юли 1923 г.
„Ричмонд“ – заложен на 16 февруари 1920 г., спуснат на 29 септември 1921 г., влиза в строй на 2 июля 1923 г.
„Конкорд“ – заложен на 29 март 1920 г., спуснат на 15 декември 1921 г., влиза в строй на 3 ноември 1923 г.
„Трентон“ – заложен на 18 август 1920 г., спуснат на 16 април 1923 г., влиза в строй на 19 април 1924 г.
„Марблехед“ – заложен на 4 август 1920 г., спуснат на 9 октомври 1923 г., влиза в строй на 8 август 1924 г.
„Мемфис“ – заложен на 14 октомври 1920 г., спуснат на 17 април 1924 г., влиза в строй на 4 февруари 1925 г.

## Коментари
1. ↑  Всички данни се привеждат към 1941 г.
2. ↑  Буквите показват принадлежността към определен класː ВВ – линкор, СС, CL, СА – съответно линеен, лек или тежък крайцер, CV – самолетоносач, DD – разрушител, SS – подводница и т.н.